# Ajax Motors Company

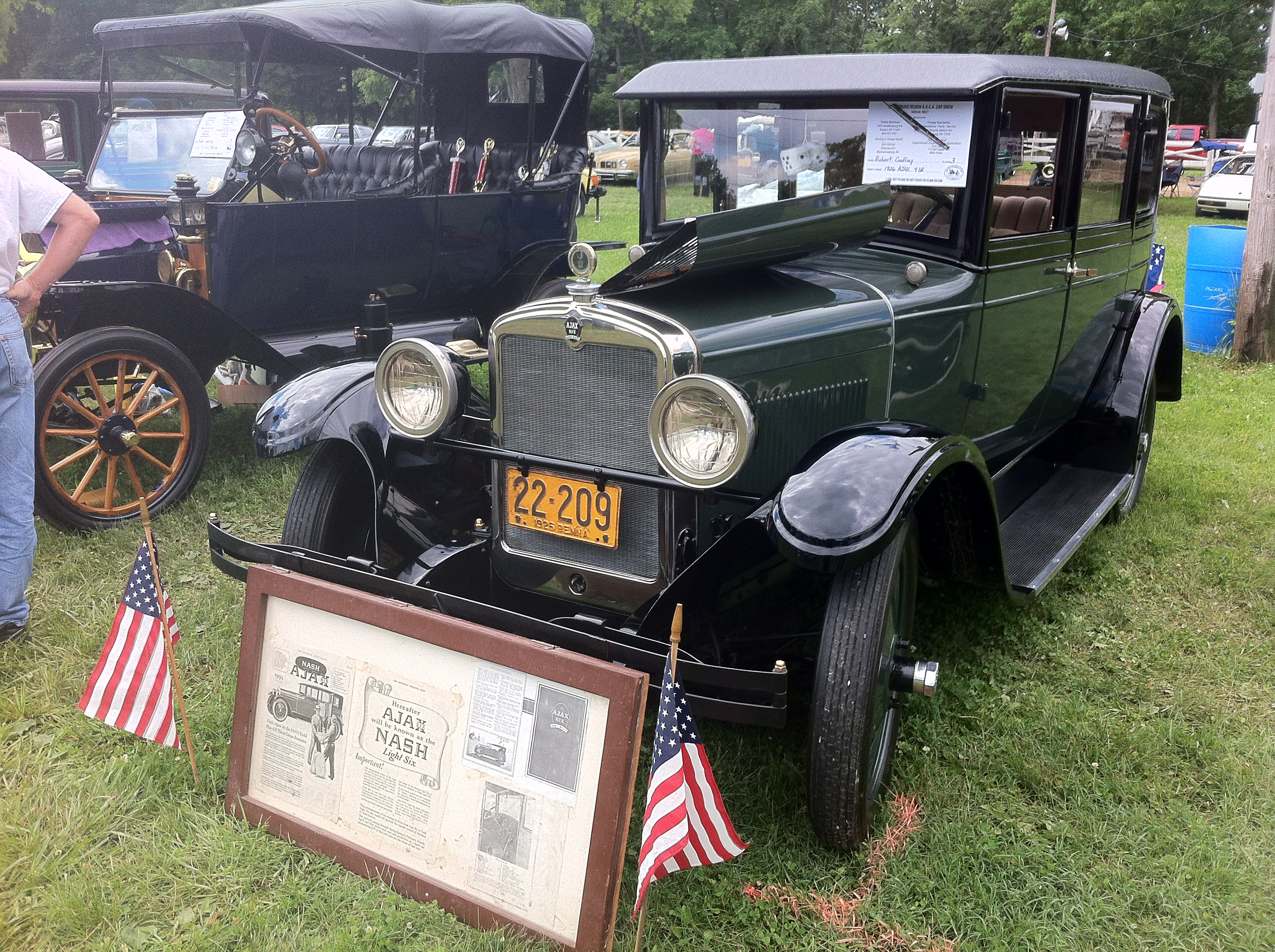
Ajax als viertürige Limousine von 1926

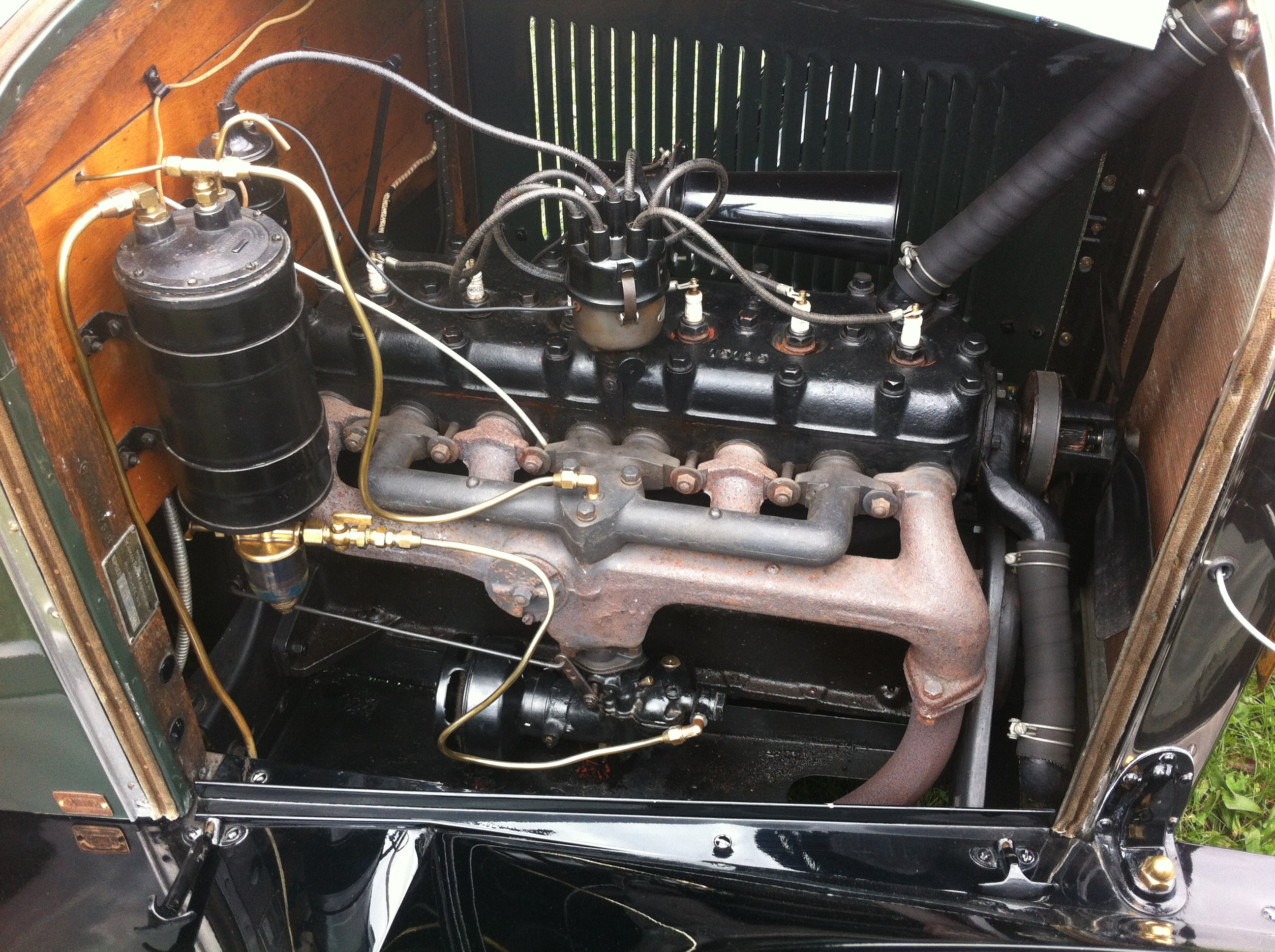
Motor

Ajax Motors Company war ein US-amerikanischer Automobilhersteller aus Racine (Wisconsin).

## Beschreibung
Nash Motors Company gründete das Unternehmen, um dort Fahrzeuge für das Niedrigpreissegment herzustellen. Anfang 1924 wurde dafür die riesige Fabrik der ehemaligen Mitchell Motors Company gekauft. Chefingenieur war Earl G. Gunn. 1925 begann die Produktion. Der Markenname lautete Ajax. 1926 endete die Produktion. Insgesamt entstanden 22.122 Fahrzeuge, während die entsprechenden Nash-Fahrzeuge höhere Absatzzahlen hatten.

## Fahrzeuge
Die Konstruktion des Ajax basierte auf den größeren zeitgenössischen Nash-Modellen Special Six und Advanced Six.
Das Fahrzeug hatte ein Fahrgestell mit 2743 mm Radstand. Der Sechszylinder-Reihenmotor mit SV-Ventilsteuerung, 76,2 mm Bohrung, 101,6 mm Hub und 2779 cm³ Hubraum war neu entwickelt worden und ein Novum in dieser Klasse. Er leistete 40 bhp (29 kW) bei 2400/min. Einscheiben-Trockenkupplung und Dreiganggetriebe (mit Mittelschaltung) teilte sich der Ajax mit den größeren Nash-Modellen ebenso wie den Hinterradantrieb. Die Bremsen wurden mechanisch betätigt; ebenfalls zum ersten Mal in der Mittelklasse wirkten sie auf alle vier Räder.
Die Fahrzeuge wurden in zwei verschiedenen Ausführungen geliefert: ein viertüriger Tourenwagen zu US$ 865 und eine viertürige Limousine zu US$ 995.
Nachfolger wurde der Nash Light Six, woraus 1928 der Nash Standard Six entstand.